# Inge Lønning

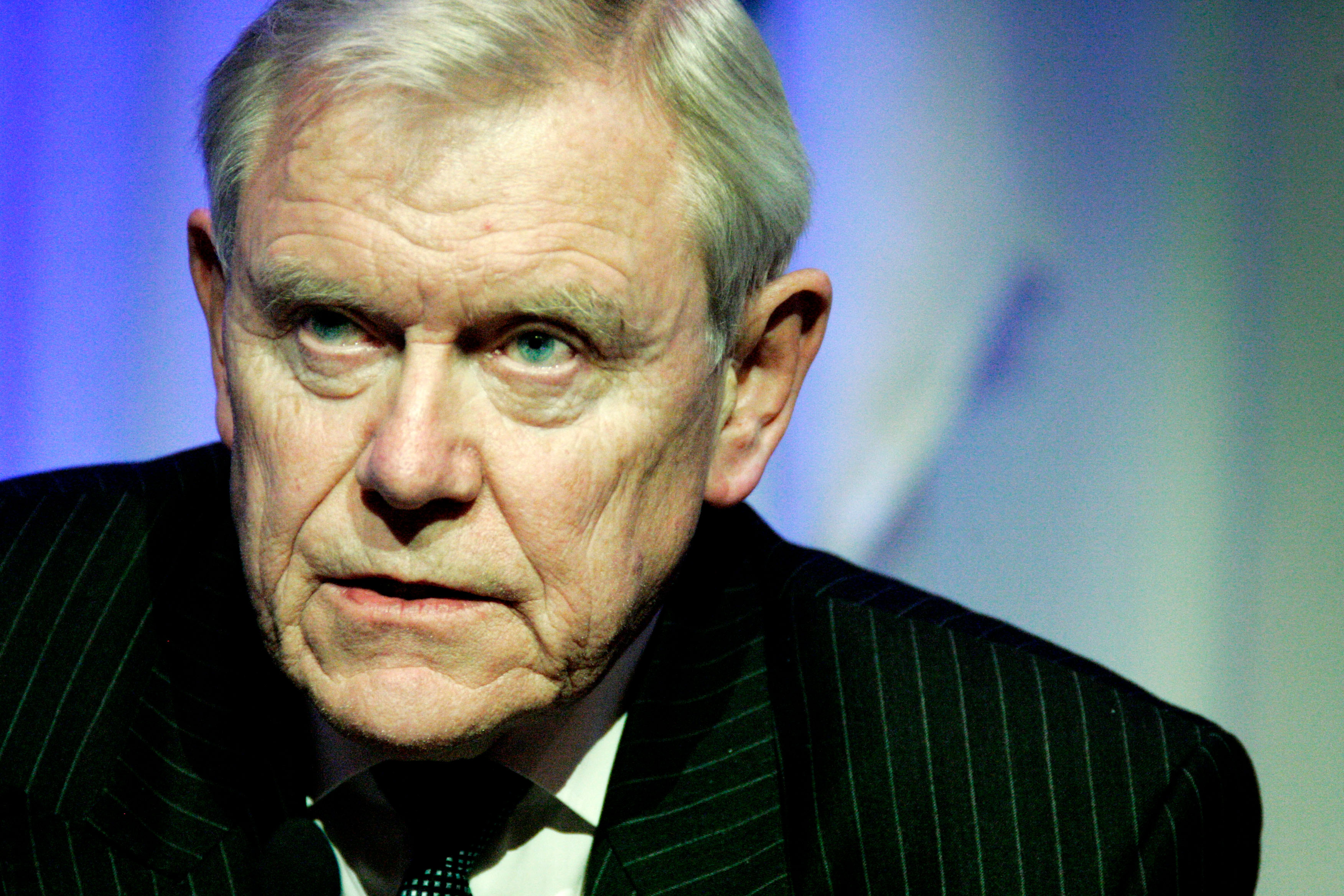
Inge Lønning (2005)

Inge Lønning (* 20. Februar 1938 in Fana, Hordaland; † 24. März 2013 in Beitostølen) war ein norwegischer evangelisch-lutherischer Theologe und konservativer Politiker.

## Leben
Inge Lønning studierte in Oslo und Tübingen (vor allem bei Ernst Käsemann). 1971 promovierte er und erwarb seinen cand. theol. an der Universität von Oslo. Dann wurde Professor für Dogmatik an der Universität Oslo. Von 1985 bis 1992 amtierte er als Rektor. Als Übersetzer und Herausgeber einer Auswahlausgabe der Werke Martin Luthers (Verker i utvalg, 6 Bde., 1979–83) engagierte er sich auch im Kuratorium der Internationalen Martin Luther Stiftung. Seit 1985 war er Mitglied der Norwegischen Akademie der Wissenschaften.
Er war Vorsitzender der norwegischen Europa-Bewegung von 1993 bis 1995, wurde Vize-Vorsitzender der konservativen Partei Høyre im Jahre 1998, Mitglied des norwegischen Parlamentes von 1997 bis 2009 und Vize-Präsident des Parlamentes von 2001 bis 2005. Er war auch Präsident der Deutsch-Norwegischen Gesellschaft.
Das Luther College (Decorah, Iowa) und die Åbo Akademi zeichneten Lønning mit der Ehrendoktorwürde aus. 1985 erhielt er das Bundesverdienstkreuz mit Stern und 2009 den Willy-Brandt-Preis der Norwegisch-Deutschen Willy-Brandt-Stiftung. 1986 wurde er zum Kommandeur des Sankt-Olav-Ordens ernannt.
Sein zehn Jahre älterer Bruder war der Bischof und Politiker Per Lønning, sein Sohn ist der Metalmusiker Lars Lønning (* 1971).

## Schriften (Auswahl)
- Kanon im Kanon. Zum dogmatischen Grundlagenproblem des neutestamentlichen Kanons. Oslo/München 1971 (Diss.). ISBN 82-00-04606-0
- Frihet til tro. En bok om Bibel og bekjennelse. Gyldendal, Oslo 1980. ISBN 82-05-12336-5.
- Fellesskap og frihet. Tid for idépolitikk. Oslo 1997.  ISBN 82-476-0029-3.